# Mauri Vanhanen
Mauri Vanhanen (né le 1er juin 1931 en Finlande) est un joueur international de football finlandais, qui jouait au poste d'attaquant.
Il est connu pour avoir fini meilleur buteur du championnat de Finlande lors de la saison 1952 avec 16 buts.